# 米基爾·安祖·莫亞
米基爾‧安祖‧莫亞（西班牙語：Miguel Ángel Moyà，1984年4月2日—)簡稱 莫亞 。西班牙足球运动员，司职門將。

## 球會生涯

### 馬略卡
莫亞生於西班牙馬約卡島上的比尼薩萊姆地區,莫亞在2004年8月29日正式成為職業球員，當時他代表家鄉球隊馬略卡在主場迎戰皇家馬德里，最後僅以0:1落敗。球隊在該季只能以第十七名完成比賽，作為球隊另一個青訓系統的產品，他成為了老將東尼普拉特斯的替補。兩年後，他最終成為球隊無可爭議的正選門將。
從2007至2009年,莫亞一直都處於受傷的情況,他只曾出場過13場比賽。

### 華倫西亞
在2009年6月底，莫亞同意轉會到西甲頂級俱樂部之一華倫西亞，轉會費大約為500萬歐元然而在8月5日，在球會的季前賽中0-2敗予於曼聯。當比分為0:1的時侯，由於球隊中場都受傷被迫退下火線，令當時的主帥烏拿·艾瑪利將他改為中場球員超過30分鐘，而且表現獲得認同。
莫亞正式亮相在聯賽對陣塞維利亞揭幕戰，協助球隊以主場2-0輕易取勝。，但反來因為經常犯錯令他很快就失去了他的正選地位，而取而代之的就是老將施薩·山齊士。

### 基達菲
2011年6月15日，莫亞作為華倫西亞購買丹尼爾·帕雷霍的條件之一而以租借形式加盟基達菲。在該季中，他只缺席過兩場與馬德里地區的聯賽球隊的比賽，他的穩定演出令球會得以保留西甲一席之位。球季結束後，他與球會簽署了一個四年合約。
2013-14球季，莫亞自從在2014年3月對陣愛斯賓奴的比賽後一直深受傷患困擾。

### 馬德里競技
2014年6月5日, 莫亞與新晉冠軍馬德里競技簽訂一份為期三年的合約,轉會費為300萬歐元。根據他在同日接受官方訪問時表示，他說:「馬德里競技已經清楚地表明它是歐洲最好的俱樂部之一。有什麼更好的時刻比這一個到達這裡。作為一名足球運動員，我相信並希望效力像這樣的一個俱樂部。」
莫亞在同年8月19日舉行的2014年西班牙超級盃首回合作客皇家馬德里的比賽中首發上陣，他在比賽中表現出色，在上下半場也撲救出格瑞斯·贝尔的精彩射門。協助俱樂部1:1逼和皇馬。

## 國際賽生涯
在U21國家隊，摩亞參加了 2007年歐洲U-21足球錦標賽的附加賽階段, 在兩回合的附加賽中以2-1敗僅予意大利U21.

## 俱樂部數據
最後更新：2014年12月10日
| 俱樂部     | 賽季     | 聯賽     | 聯賽 | 聯賽 | 盃賽 | 盃賽 | 洲際 | 洲際 | 總計 | 總計 |
| 俱樂部     | 賽季     | 組別     | 上場 | 進球 | 上場 | 進球 | 上場 | 進球 | 上場 | 進球 |
| ---------- | -------- | -------- | ---- | ---- | ---- | ---- | ---- | ---- | ---- | ---- |
| 馬略卡     | 2003–04  | 西甲     | 0    | 0    | 0    | 0    | 0    | 0    | 0    | 0    |
| 馬略卡     | 2004–05  | 西甲     | 32   | 0    | 0    | 0    | —    | —    | 32   | 0    |
| 馬略卡     | 2005–06  | 西甲     | 9    | 0    | 1    | 0    | —    | —    | 10   | 0    |
| 馬略卡     | 2006–07  | 西甲     | 16   | 0    | 4    | 0    | —    | —    | 20   | 0    |
| 馬略卡     | 2007–08  | 西甲     | 29   | 0    | 2    | 0    | —    | —    | 31   | 0    |
| 馬略卡     | 2008–09  | 西甲     | 13   | 0    | 1    | 0    | —    | —    | 14   | 0    |
| 馬略卡     | 總計     | 總計     | 99   | 0    | 8    | 0    | —    | —    | 107  | 0    |
| 巴伦西亚   | 2009–10  | 西甲     | 8    | 0    | 4    | 0    | 6    | 0    | 18   | 0    |
| 巴伦西亚   | 2010–11  | 西甲     | 4    | 0    | 1    | 0    | 1    | 0    | 6    | 0    |
| 巴伦西亚   | 總計     | 總計     | 12   | 0    | 5    | 0    | 7    | 0    | 24   | 0    |
| 赫塔費     | 2011–12  | 西甲     | 36   | 0    | 0    | 0    | —    | —    | 36   | 0    |
| 赫塔費     | 2012–13  | 西甲     | 32   | 0    | 2    | 0    | —    | —    | 34   | 0    |
| 赫塔費     | 2013–14  | 西甲     | 26   | 0    | 0    | 0    | —    | —    | 26   | 0    |
| 赫塔費     | 總計     | 總計     | 94   | 0    | 2    | 0    | —    | —    | 96   | 0    |
| 馬德里競技 | 2014–15  | 西甲     | 27   | 0    | 2    | 0    | 5    | 0    | 34   | 0    |
| 生涯總計   | 生涯總計 | 生涯總計 | 232  | 0    | 17   | 0    | 12   | 0    | 261  | 0    |

1. ↑  包括歐洲冠軍聯賽上場
2. 1 2  包括歐洲冠軍聯賽上場

## 荣誉

### 球會
馬德里競技
- 西班牙超級盃: 2014冠軍

### 國家隊
西班牙U19
- U19歐洲國家盃: 2002

西班牙U16
- U17歐洲國家盃: 2001

西班牙U20
- U20世界杯足球赛: 亞軍 2003